# Schafberg (Gemeinde Grafenschlag)
Schafberg ist eine Ortschaft und eine Katastralgemeinde der Gemeinde Grafenschlag im Bezirk Zwettl in Niederösterreich. Der Ort liegt auf etwa 740 Metern Seehöhe nördlich von Grafenschlag westlich der Bundesstraße Grafenschlag–Zwettl und stellt sich der Siedlungsform nach als Straßendorf dar. Der Schmelzenhof im westlich gelegenen Roitenbachtal wurde in den 1960er Jahren verlassen und später abgetragen.

## Geschichte

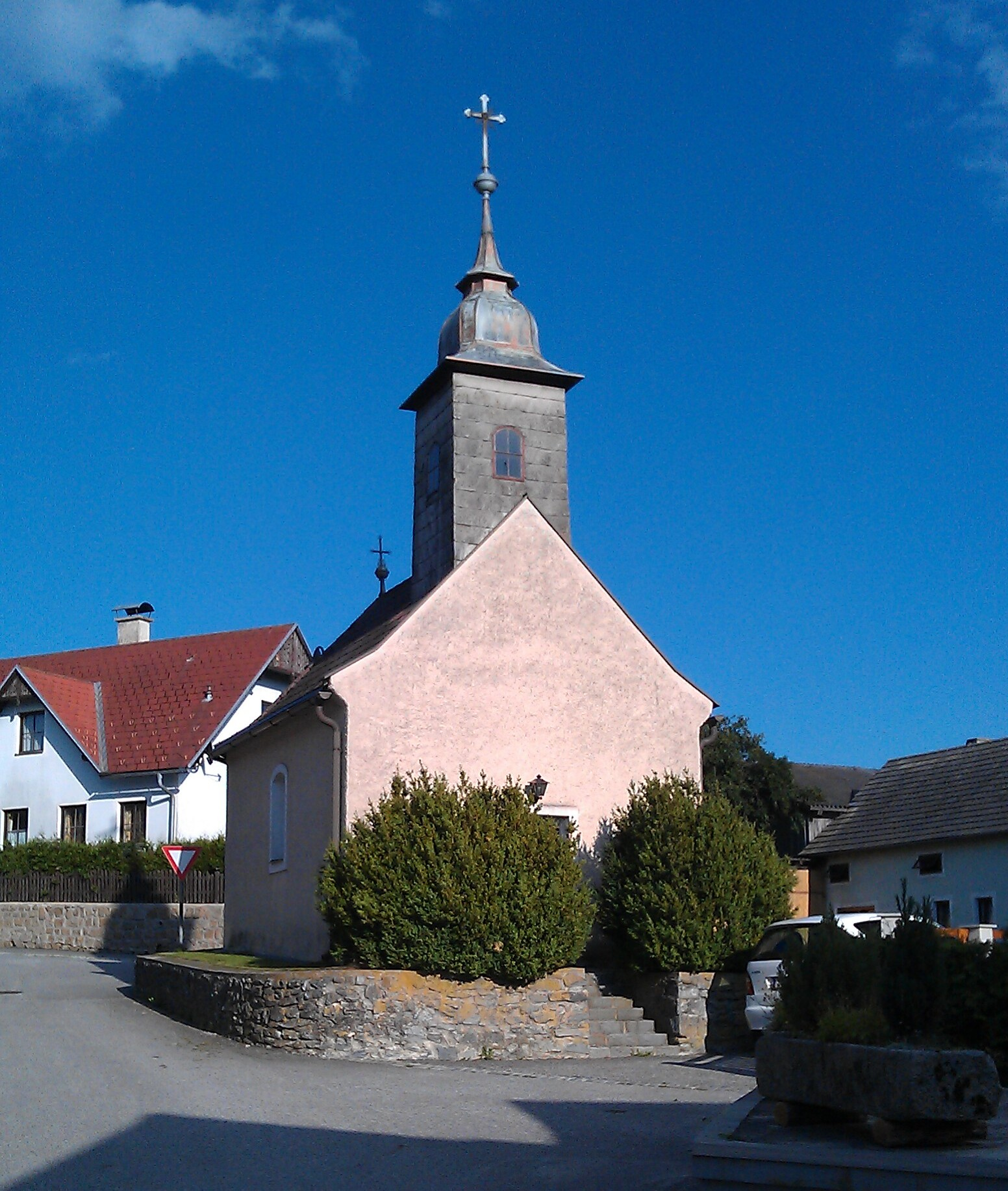
Ortskapelle Schafberg

Der Ort wurde 1286 zum ersten Mal schriftlich als „Schafpergch“ erwähnt, der Name deutet auf das hügelige Gelände hin, das einer Schafweide dient.
Im Eintrag der Josephinischen Fassion aus Jahre 1786/87 gab es im heutigen Ort 17 Häuser.
Im Jahr 1822 wurde der Ort als Dorf mit siebzehn Häusern genannt, das nach Grafenschlag eingepfarrt war, wohin auch die Kinder eingeschult wurden. Das Stift Zwettl in seiner Funktion als Herrschaft Zwettl besaß die Ortsobrigkeit und besorgte die Konskription, die Landgerichtsbarkeit wurde durch die Herrschaft Ottenschlag ausgeübt. Die Untertanen und Grundholde des Ortes gehörten dem Stift Zwettl, Oberranna, Spitz, Ottenschlag, Rastenberg, Ottenstein und Niedernondorf.
Nach der Entstehung der Ortsgemeinden 1849 wurde er eine Katastralgemeinde der Gemeinde Grafenschlag.
Laut Adressbuch von Österreich waren im Jahr 1938 in Schafberg ein Schneider und zahlreiche Landwirte ansässig.

## Sehenswürdigkeiten
- Ortskapelle von 1841

## Persönlichkeiten
- Sylvester Zeininger, (1887–1973), Landwirt und Politiker der Christlichsozialen Partei